# 馥郁滇丁香
馥郁滇丁香（学名：Luculia gratissima）为茜草科滇丁香属下的一个种。